# Rendimenti di scala
In economia, con la locuzione rendimenti di scala (returns to scale) si indica la relazione esistente tra la variazione degli input di produzione in una unità produttiva e la variazione del suo output. Con il termine scala ci si riferisce al volume della produzione.
I rendimenti di scala si definiscono:
- costanti (constant returns to scale): se ad un aumento (diminuzione) degli input segue un aumento (diminuzione) proporzionale dell'output;
- crescenti (increasing returns to scale): se ad un aumento (diminuzione) degli input segue un aumento (diminuzione) più che proporzionale dell'output;
- decrescenti (decreasing returns to scale): se ad un aumento (diminuzione) degli input segue un aumento (diminuzione) meno che proporzionale dell'output;

In termini più formali, data una generica funzione di produzione {\displaystyle \ f(K,L)}, dove K e L sono i fattori di produzione, questa è caratterizzata da rendimenti di scala:
- costanti se {\displaystyle \ f(\lambda K,\lambda L)=\lambda f(K,L)};
- crescenti se {\displaystyle \ f(\lambda K,\lambda L)>\lambda f(K,L)};
- decrescenti se {\displaystyle \ f(\lambda K,\lambda L)<\lambda f(K,L)}.

## Determinanti dei rendimenti di scala
Diversi fattori possono contribuire a determinare i rendimenti di scala; fattori di ordine tecnico, organizzativo e statistico.

### I rendimenti di scala crescenti
I rendimenti di scala crescenti hanno attirato l'attenzione degli studiosi dagli albori dell'economia politica.
Come regola generale va tenuto presente che i rendimenti di scala crescenti implicano sempre l’indivisibilità dei processi produttivi, cioè l'impossibilità di attivazione dello stesso processo produttivo su scala minore. Ora, mentre l'indivisibilità dei singoli elementi del processo produttivo, cioè la possibilità di suddividere l'elemento senza che questo perda le caratteristiche rilevanti, è condizione sufficiente per l'indivisibilità del processo, non è tuttavia condizione necessaria. Vi possono cioè essere casi in cui, sebbene tutti i singoli elementi del processo produttivo sono divisibili, il processo produttivo in quanto tale non lo è, e questo a causa delle particolari sinergie con cui i singoli fattori vengono combinati.
All'origine di rendimenti di scala crescenti possono individuarsi
- fattori tecnici - collegati cioè alla tecnica di produzione effettivamente adottata o alle condizioni materiali della produzione. In particolare sono rintracciabili fattori connessi a:
  - la tridimensionalità dello spazio (legge dei volumi). Questa legge venne scoperta da Charles Babbage nei primi dell'Ottocento e deriva dalla relazione che lega la superficie dei solidi con il loro volume. Poiché ciò che interessa è spesso il volume, mentre ciò che occorre costruire è la "superficie" (le pareti), e dato che il volume aumenta in modo più che proporzionale rispetto alla superficie, i costi tendono a diminuire con il crescere della scala di produzione. Famoso l'esempio del forno: costruire un forno con un volume 2k costa meno che costruire 2 forni di volume k. Altri esempi possibili sono quelli delle condutture (pipelines) (es. oleodotti o gasdotti), oppure dei magazzini.
  - la presenza di fasi della produzione indivisibili che rimangono costanti per qualsiasi volume di produzione (cd economies of threshold dimension). Può farsi l'esempio della stampa di tesi di laurea. La stampa del frontespizio è un processo che va necessariamente compiuto in modo identico indipendentemente dal numero di copie che si decide di stampare. Dunque costituisce un costo fisso che è possibile "spalmare" su un numero maggiore di copie diminuendo il costo medio unitario di ciascuna copia, o, ciò che è lo stesso, l'ammontare di risorse consumate in media per ciascuna copia.
  - l'utilizzo di tecniche più efficienti prima non adottate a causa della scala tecnica minima richiesta dalle stesse. L'aumento della scala di produzione può permettere di adottare tecniche nuove che erano conosciute anche prima, ma che non erano di fatto impiegate nell'unità produttiva perché il volume di produzione minimo necessario per l'attivazione (scala tecnica minima o capacità produttiva minima) non era stato ancora raggiunto. Così, ad esempio, se un'impresa deve produrre dieci scatole l'anno, non risulta conveniente mettere in piedi un processo separato con macchinari appositi e un'attenta divisione del lavoro, perché questa tecnica, dati i bassi volumi di produzione, non risulta conveniente, "spreca" cioè più risorse di quante ne faccia risparmiare. Ciò nonostante, se si raggiungono volumi di produzioni tali da renderla conveniente, il costo medio di ogni scatola prodotta inevitabilmente scende rispetto alla situazione precedente.
- fattori statistici - più grande è il volume di produzione più piccola, in proporzione, è la quantità di scorte necessaria a far fronte ad esigenze impreviste (economies of massed reserves or resources). Questo deriva dalla particolare distribuzione delle medie campionarie. La statistica ci dice infatti che, al crescere della numerosità del campione, la varianza della distribuzione delle medie campionarie diminuisce. Dato un certo intervallo di confidenza, questo produce una restrizione dell'intervallo di stima. In pratica, al crescere del campione, dato il grado di "affidabilità" della stima, siamo in grado di fare previsioni via via più precise. Calando la cosa nel presente contesto può pensarsi al numero di clienti normalmente serviti dall'impresa o al numero di unità normalmente prodotte come alla grandezza del campione. Sulla base di questo campione, l'impresa più grande può stimare la richiesta futura con più precisione di quella più piccola e ha quindi bisogno di meno scorte.
- fattori organizzativi - relativi all'organizzazione del processo produttivo e derivanti da:
  - i vantaggi cooperativi della "produzione di squadra" (team production). Tra gli altri economisti, Adam Smith ne La Ricchezza delle Nazioni e Karl Marx ne Il Capitale gli dedicarono particolare attenzione.
  - la maggiore specializzazione dei fondi (lavoro e capitale), relativi cioè al fatto che ogni singolo elemento venga utilizzato per una funzione sempre più specifica, migliorando il rapporto funzione-struttura e quindi le prestazioni. Anche qui va ricordata la famosa analisi di Adam Smith sui vantaggi, sia statici che dinamici, derivanti dalla divisione del lavoro in termini di specializzazione del fattore lavoro.
- fattori legati all'amministrazione e ai cosiddetti "servizi alla produzione" – riguardanti l'organizzazione delle attività complementari alla produzione (ricerca e sviluppo, marketing, distribuzione, vendita...).

### I rendimenti di scala decrescenti
I rendimenti di scala decrescenti sono sempre ricollegabili all'esistenza di vincoli che impediscono a qualche fattore produttivo di aumentare nelle proporzioni ottime.
Così, ad esempio, si assume spesso che la capacità organizzativa delle imprese e delle organizzazioni in genere sia in qualche modo limitata, per cui, al crescere della dimensione delle stesse, aumenta lo spreco di risorse collegato a difetti organizzativi.

## Rendimenti di scala e funzioni di produzione
Passando in rassegna le specificazioni funzionali più utilizzate della funzione di produzione, analizziamo quali vincoli formali è necessario imporre sulle forme più generali per ottenere rendimenti di scala rispettivamente costanti, crescenti e decrescenti.

### Funzione di produzione Cobb-Douglas
Data una funzione di produzione Cobb-Douglas
{\displaystyle \ Q=AL^{\alpha }K^{\beta }}
dove
- Q = output
- L = lavoro
- K = capitale
- A, α, β = costanti.

avremo rendimenti di scala:
- costanti se α + β = 1;
- crescenti se α + β > 1;
- decrescenti se α + β < 1.

In generale, data una funzione Cobb-Douglas a n fattori
{\displaystyle Q=A\prod _{i=1}^{n}x_{i}^{\alpha _{i}}}
dove
- Q = output
- {\displaystyle \ x_{i}} = fattore i-esimo
- {\displaystyle \ A,\alpha _{1},...,\alpha _{n}} = costanti

avremo rendimenti di scala:
- costanti se {\displaystyle \ \sum _{i=1}^{n}\alpha _{i}=1};
- crescenti se {\displaystyle \ \sum _{i=1}^{n}\alpha _{i}>1};
- decrescenti se {\displaystyle \ \sum _{i=1}^{n}\alpha _{i}<1}.

### Funzione di produzione CES
Data una funzione di produzione CES (Constant Elasticity of Substitution), cioè con elasticità di sostituzione costante del tipo:
{\displaystyle \ Q=A[\alpha L^{-\rho }+\beta K^{-\rho }]^{-{\frac {\nu }{\rho }}}}
dove A, α, β, ν e ρ sono parametri e l'elasticità di sostituzione {\displaystyle \ \sigma =1/(1+\rho )}.
Se imponiamo α + β = 1 i rendimenti di scala sono dati solo dal valore di ν. In particolare, avremo rendimenti di scala:
- costanti se {\displaystyle \ \nu =1};
- crescenti se {\displaystyle \ \nu >1};
- decrescenti se {\displaystyle \ \nu <1}.

In generale, data una funzione CES a n fattori
{\displaystyle \ Q=A\left[\sum _{i=1}^{n}\alpha _{i}x_{i}^{-\rho }\right]^{-{\frac {\nu }{\rho }}}}
dove
- {\displaystyle \ x_{i}=} fattore i-esimo
- {\displaystyle \ A,\nu ,\rho ,\alpha _{1},...,\alpha _{n}=} costanti

Se imponiamo {\displaystyle \ \sum _{i=1}^{n}\alpha _{i}=1} ugualmente avremo rendimenti di scala:
- costanti se {\displaystyle \ \nu =1};
- crescenti se {\displaystyle \ \nu >1};
- decrescenti se {\displaystyle \ \nu <1}.